# Illusion (1941)
Illusion ist ein deutsches Filmmelodram aus dem Jahre 1941. Unter der Regie von Viktor Tourjansky spielen Johannes Heesters und Brigitte Horney die Hauptrollen.

## Handlung
Die junge Schauspielerin Maria Roth hat eine erfolgreiche Karriere am Theater gestartet. Nach ihrer Wiener Abschiedsvorstellung als Gretchen im Faust will sie nach Berlin wechseln, wo sie ein neues Engagement angenommen hat. Daher gibt sie zum Abschied für ihre Wiener Theaterfreunde eine kleine Party. Schon seit geraumer Zeit hat der wohlhabende Industrielle und Kunstfreund Peter Walbrecht ein Auge auf die attraktive Künstlerin geworfen und möchte sie unbedingt heiraten. Um die Ernsthaftigkeit seiner Absichten zu unterstreichen, überreicht er ihr bei dieser Gelegenheit die Besitzurkunde seines Landhauses. Ihre Freunde raten ihr in übermütiger Feierlaune dazu, dieses großzügige Geschenk anzunehmen, und so fährt im Anschluss daran die kleine Gesellschaft mit Ausnahme von Peter, der beruflich zu tun hat, zu ebendiesem Landsitz, dem nahe Wien gelegenen Gut Holtenach, wo Maria die kommenden zwei Monate Spielpause zur Erholung nutzen will.
Ein kleiner Hörfehler, und man landet versehentlich auf dem nicht minder stattlichen Anwesen des Stefan von Holtenau, wo der Busfahrer sie aufgrund eines Missverständnisses absetzt. Der Gutsherr ist amüsiert über die übermütige Truppe, die seinen Besitz in Beschlag nehmen will und spielt spaßeshalber das ihm anfänglich befremdlich erscheinende Spiel mit. Seine eigene Position gibt er als Verwalter an. Rasch scheint sich zwischen Stefan und Maria etwas anzubahnen, und so schenkt er ihr reinen Wein ein und klärt sie am folgenden Tag über die wahren Besitzverhältnisse auf. Marias Freunde reisen rasch wieder ab, und Stefan bringt die Künstlerin zu ihrem tatsächlichen Besitz, Gut Holtenach. Während der Fahrt gerät man ins Plaudern, und man kommt auf das Thema „Ehe“ zu sprechen. Stefan von Holtenau hält gar nichts davon, und Maria nimmt sich vor, ihn wiederum ein wenig zu necken und herauszufordern: Sie schließt mit Stefan die Wette ab, dass er viel Spaß haben würde, wenn er nur zwei Monate ihren Ehemann spielen dürfte. Stefan schlägt ein, und die beiden verbringen in der Folgezeit unbeschwerte, glückliche Wochen miteinander: die Illusion einer perfekten Harmonie und Glückseligkeit.
Maria hat die Wette längst gewonnen, ohne dass sie es weiß, denn Stefan verliebt sich in sie und will aus dem Spiel, der Illusion, nunmehr harte Fakten schaffen. Er macht Maria einen Heiratsantrag, allerdings unter der für ihn nicht verhandelbaren Bedingung, dass sie ihre Schauspielkarriere aufgibt. Maria ist hin- und hergerissen, zumal eine von Peter Walbrecht angebotene Theatertraumrolle ihr uneingeschränktes Engagement verlangt. Zwischen Stefan und Maria kommt es erstmals zu einem heftigen Streit, zumal Stefan von seiner Maximalforderung, sie solle der Schauspielkunst für immer den Rücken kehren, nicht lassen will. Und so bleibt Maria keine andere Wahl. Um ihm die Trennung von ihr zu erleichtern, ist jetzt ihre ganze Schauspielkunst gefragt: Sie erinnert Stefan zart lächelnd an die Wette und dass ihre „Ehe auf Probe“ stets eine Beziehung auf Zeit sein sollte. Alles sei, so lügt sie ihn schweren Herzens an, doch nur Theater gewesen, nur Illusion.

## Produktion
Die Dreharbeiten begannen am 29. Juli und endeten Mitte Oktober 1941. Am 23. Dezember desselben Jahres passierte der Film die Zensur und wurde exakt eine Woche darauf im Berliner Gloria-Palast sowie im Palladium in der Bärwaldstraße uraufgeführt. Die Theaterszenen entstanden im Theater am Schiffbauerdamm, die Außenaufnahmen in Mariazell in der Steiermark.
Die Produktionskosten beliefen sich auf 1.162.000 RM.
Für den exilrussischen Schauspieler Nikolai Kolin war der Part des Inspizienten Nowotny die größte Rolle seiner gesamten Tonfilmkarriere.
Die Lieder Illusion und Ruh' Dein liebes, müdes Herz bei mir aus wurden von Franz Grothe zu Texten von Bruno Balz komponiert. Das Lied Illusion wurde jahrelang im schwedischen Rundfunk zum Sendeschluss gespielt.
Die Bauten entwarf Max Mellin und wurden von Gerhard Ladner umgesetzt.

## Kritik
Im Lexikon des Internationalen Films heißt es: „Eine wenig interessante Kinoromanze, zwischen leichter Komödie und Schicksalsmelodram pendelnd.“
Das große Personenlexikon des Films bemerkte im Eintrag von Johannes Heesters: „Mit dem elegischen Melodram „Illusion“ erhielt Heesters 1941 erstmals die Gelegenheit für einen Auftritt als Charakterschauspieler“ und erinnerte in der Tourjansky-Biografie vor allem an die „starke Resonanz“, die der Film beim Publikum fand.